# Karl Dimroth
Karl Dimroth (* 18. August 1910 in Bad Tölz; † 26. November 1995 in Marburg) war ein deutscher Chemiker und Hochschullehrer. Er war Professor für Organische Chemie und ab 1952 Lehrstuhlinhaber an der Universität Marburg.

## Leben

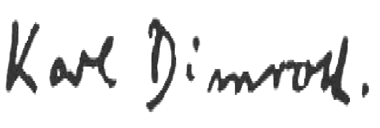
Unterschrift von Karl Dimroth

Dimroth wurde als Sohn des Münchner Universitätsprofessors für organische Chemie Otto Dimroth und dessen Ehefrau Aloysia Dimroth, geborene Bayer, in Oberbayern geboren. Er hatte drei Geschwister aus der ersten Ehe seines Vaters und vier Halbgeschwister aus dessen zweiter Ehe, von denen zwei Söhne ebenfalls Chemiker wurden.
Karl Dimroth heiratete 1939 die chemisch-technische Assistentin Charlotte „Lotte“ Grußdorf, die er 1936 in Göttingen kennengelernt hatte. Aus dieser Ehe sind fünf Kinder hervorgegangen.
Während der Zeit des Nationalsozialismus war Dimroth Mitglied des NSFK, des NSLB, des Nationalsozialistischen Deutschen Dozentenbunds (NSD), des Reichsluftschutzbundes (RLB), der NSV und des Nationalsozialistischen Altherrenbundes (NSAHB). Am 8. Juni 1937 beantragte er die Aufnahme in die NSDAP und wurde rückwirkend zum 1. Mai desselben Jahres aufgenommen (Mitgliedsnummer 5.692.717).

## Werdegang
Bedingt durch die Universitätslaufbahn seines Vaters besuchte Karl Dimroth Volksschulen in Greifswald und Würzburg sowie später das Realgymnasium in Würzburg, wo er im Jahr 1930 die Reifeprüfung ablegte. Anschließend begann er mit dem Studium der Chemie an den Universitäten in Würzburg, München und Göttingen.
Nach dem zweiten Verbandsexamen (heute: Diplomexamen) im Sommer 1934 begann er in Göttingen eine Doktorarbeit bei Nobelpreisträger Adolf Windaus Über das Lumisterin, die er 1936 mit der Promotion zum Dr. phil. abschloss. Im Jahr 1941 habilitierte sich Dimroth mit einer Arbeit über Synthetische Versuche auf dem Gebiet der antirachitischen Vitamine und verwandter Stoffe an der Universität Göttingen für das Fach Organische und Biologische Chemie. Eine wegweisende Arbeit aus dieser Zeit war ein 1939 erschienener Übersichtsartikel zur UV-Spektroskopie und Konstitution organischer Verbindungen. Im Herbst 1949 wurde er, nach Zwischenstationen als Oberassistent und außerplanmäßiger Professor in Marburg (1944–1948; bei Hans Meerwein) und außerordentlicher Professor und Abteilungsleiter in Tübingen (1949; bei Georg Wittig), als Professor für Physiologische Chemie und Direktor des Physiologisch-Chemischen Instituts der Medizinischen Fakultät nach Marburg berufen.
Im Oktober 1952 übernahm er schließlich als Nachfolger Hans Meerweins als ordentlicher Professor den Lehrstuhl für Chemie an der Philosophischen Fakultät der Universität Marburg und wurde gleichzeitig zum Direktor des Chemischen Instituts ernannt, ein Amt, das er bis 1971 innehatte.
Nach Auflösung der fünf Marburger Fakultäten aufgrund des Hessischen Universitätsgesetzes von 1970 und der Gründung eines Fachbereichs Chemie im Jahre 1971 war er bis zu seiner Emeritierung im Jahre 1978 als Universitäts-Professor im Fachbereich Chemie tätig. Bis 1990 hat er als Emeritus noch Forschungsarbeiten mit Postdoktoranden und einem Laboranten am Fachbereich Chemie durchgeführt, bevor er sich ganz zurückzog.
Von seinen über 120 Schülern (Diplomanden, Doktoranden und Postdoktoranden) sind zwölf ebenfalls Hochschullehrer geworden. Dimroths Nachfolger in Marburg wurde von 1979 bis 2001 Gernot Boche (* 1938; † 2011).

## Wirken
Dimroth arbeitete im Laufe seiner Karriere in verschiedenen chemischen Fachgebieten und veröffentlichte über 200 Artikel in Fachblättern. Sein Werk ist in wissenschaftlichen Publikationen aufgezeichnet und beginnt zunächst mit biochemischen Arbeiten, die sich mit der Konstitution, der Hydrolyse und der Biosynthese von Ribonukleinsäuren aus Hefe sowie der Chemie der Phosphorsäureester beschäftigen. Nach Übernahme des Chemischen Instituts publizierte Dimroth vorwiegend organisch-synthetische Arbeiten, insbesondere zur Chemie aromatischer Siebenringsysteme (Benzazepine, 3-Benzoxepin und Benzthiazepine), der (2H)- und (4H)-Pyrane, 2,4,6-trisubstituierter Pyryliumsalze sowie der λ3- und λ5-Phosphorine (Phosphabenzolen).
Von besonderer Bedeutung waren dabei die neuartige Nitromethan-Kondensation von Pyryliumsalzen zu Nitrobenzolen, die Herstellung von 2,4,6-Triarylphenoxyl-Radikalen, die Gewinnung von extrem solvatochromen Pyridinium-N-phenolat-Betainfarbstoffen, sowie die Synthese von Phosphamonomethincyanin-Farbstoffen und Phosphabenzolen; letztere sind außergewöhnliche Verbindungen mit formal dreibindigem Phosphoratom mit der niedrigen Koordinationszahl 2.
Der allgemein bekannte Dimroth-Kühler geht allerdings auf seinen Vater zurück.

## Veröffentlichungen (Auswahl)
- Beziehungen zwischen den Absorptionsspektren im Ultraviolett und der Konstitution organischer Verbindungen. In: Angewandte Chemie, 1939, 52, S. 545–556.
- mit L. Jaenicke und D. Heinzel: Die Spaltung der Pentosenucleinsäure der Hefe mit Bleihydroxyd. In: Justus Liebigs Annalen der Chemie, 1950, 566, S. 206–210.
- Über den Einfluss von Lösungsmitteln auf die Farbe organischer Verbindungen. Sitzungsberichte der Gesellschaft zur Beförderung der gesamten Naturwissenschaften zu Marburg, 1953, 76 (3), S. 3–49. Verlag Elwert, Marburg; Chemisches Zentralblatt, 1954, S. 9481.
- mit G. Neubauer: 2,4,6-Triphenylphenoxyl, ein neues, durch Mesomerie stabilisiertes Sauerstoff-Radikal. In: Angewandte Chemie, 1957, 69, S. 95.
- Aromatische Verbindungen aus Pyryliumsalzen. In: Angewandte Chemie, 1960, 72, S. 331–342.
- mit C. Reichardt, T. Siepmann und F. Bohlmann: Über Pyridinium-N-Phenol-Betaine und ihre Verwendung zur Charakterisierung der Polarität von Lösungsmitteln. In: Justus Liebigs Annalen der Chemie, 1963, 661, S. 1–37.
- mit Christian Reichardt: Lösungsmittel und empirische Parameter zur Charakterisierung ihrer Polarität. In: Fortschritte der Chemischen Forschung, 1968, 11, S. 1–73.
- Delocalized Phosphorus-Carbon Double Bonds. Phosphamethine-cyanines, λ3-Phosphorins and λ5-Phosphorins. In: Fortschritte der Chemischen Forschung, 1973, 38, S. 1–147.
- The λ5-Phosphorins. In: Accounts of Chemical Research, 1982, 15, S. 58–64.
- Arylated phenols, aroxyl radicals and aryloxenium ions. Syntheses and properties. In: Topics in Current Chemistry, 1985, 129. S. 99–172.